# ویفالا

ویفالا کولاسویو، پرچم رسمی بولیوی از سال ۲۰۰۹

ویفالا (به اسپانیایی: Wiphala) (تلفظ در کچوا: [wɪˈpʰala] ،اسپانیایی: [(ɡ)wiˈpa.la]) یک نشان مربع است که معمولاً به‌عنوان پرچم برای نشان دادن برخی از مردم بومی رشته کوه آند استفاده می‌شود که شامل بولیوی امروزی، پرو، شیلی، اکوادور، شمال غربی آرژانتین و جنوب کلمبیا می‌شود. قانون اساسی ۲۰۰۹ بولیوی (ماده ۶، بخش دوم) کولاسویو ویفالا جنوبی را به عنوان نماد ملی دیگر بولیوی به همراه سه رنگ قرمز-زرد-سبز معرفی کرد.
ویفالاهای سوئیو منطقه‌ای از یک تکه‌تکه مربعی ۷ × ۷ در هفت رنگ تشکیل شده‌اند. پیکربندی دقیق بر اساس suyu خاصی که توسط نشان نشان داده می‌شود متفاوت است. رنگ طولانی‌ترین خط مورب (هفت مربع) مربوط به یکی از چهار منطقه‌ای است که پرچم نشان می‌دهد: سفید برای کولاسیو، زرد برای کونتیسیو، قرمز برای چینچایزویو و سبز برای آنتیسویو. شورشی بومی توپاک کاتاری گاهی اوقات با انواع دیگری همراه است.

## تاریخ

### دوران پیش از کلمبیا
در دوران مدرن ویفالا با یک پرچم رنگین کمانی هفت راه راه اشتباه گرفته شده است که به اشتباه با تاوانتینسویو (امپراتوری اینکاها) مرتبط است. در مورد اینکه آیا پرچم اینکا یا تاوانتیسویو وجود داشته است بحث‌هایی وجود دارد. قدیمی‌ترین نمونه بازمانده از طرحی از نوع ویفالا مربوط به چوسپا یا کیسه کوکای مربوط به فرهنگ تیواناکو است (۱۵۸۰ پیش از میلاد - ۱۱۸۷ پس از میلاد). چوسپا در حال حاضر در موزه بروکلین است و استفاده از طرح ویفالا با چندین طرح دیگر ترکیب شده است، بنابراین نمی‌توان معنی یا کاربرد آن را در کیهان‌شناسی آند در آن زمان مشخص کرد.
موزه فرهنگ جهانی در گوتنبرگ، سوئد، دارای ویفالا است که تخمین زده می‌شود در سده یازدهم بر اساس تاریخ‌گذاری رادیوکربن ایجاد شده باشد. منشأ آن از منطقه تیواناکو است و بخشی از مجموعه‌ای است که بر اساس قبر یک مرد پزشکی کالاوایا ساخته شده است.

## رنگ‌ها و معنی آنها
هفت رنگ ویفالا واقعی بازتاب‌دهنده رنگین کمان است. با توجه به جنبش کاتاریستا (که تفسیر آن توسط مقامات بولیوی ترویج می‌شود)، اهمیت و معنای هر رنگ به شرح زیر است:
- قرمز: زمین و انسان آند
- نارنجی: جامعه و فرهنگ
- زرد: انرژی و قدرت
- سفید: زمان و تغییر
- سبز: منابع طبیعی و ثروت
- آبی: کیهان
- بنفش: دولت آند و خودمختاری

### سردرگمی با پرچم کوسکو

پرچم فعلی شهر کوسکو

ویفالا با پرچم طراحی رنگین کمان هفت راه راه، پرچم رسمی فعلی شهر کوسکو در پرو، که معمولاً در ساختمان‌های دولتی و در میدان اصلی نمایش داده می‌شود، اشتباه گرفته شده است. این پرچم رنگین کمانی گاهی به عنوان نمادی از امپراتوری اینکاها (Tawantinsuyu) نمایش داده می‌شود، اگرچه تاریخ نگاران پرو و کنگره پرو اعلام کرده‌اند که امپراتوری هرگز پرچم نداشته است. در حالی که ویفالا نمادی است که عمدتاً به قوم آیمارا مربوط می‌شود، اینکاها ریشه خود را از قوم کچوا داشتند.

### دیگر

توپاک کاتاری
توپاک کاتاری (جانشین)
آنتی سویو
چینچای سویو